# Vatikanische Audienzhalle

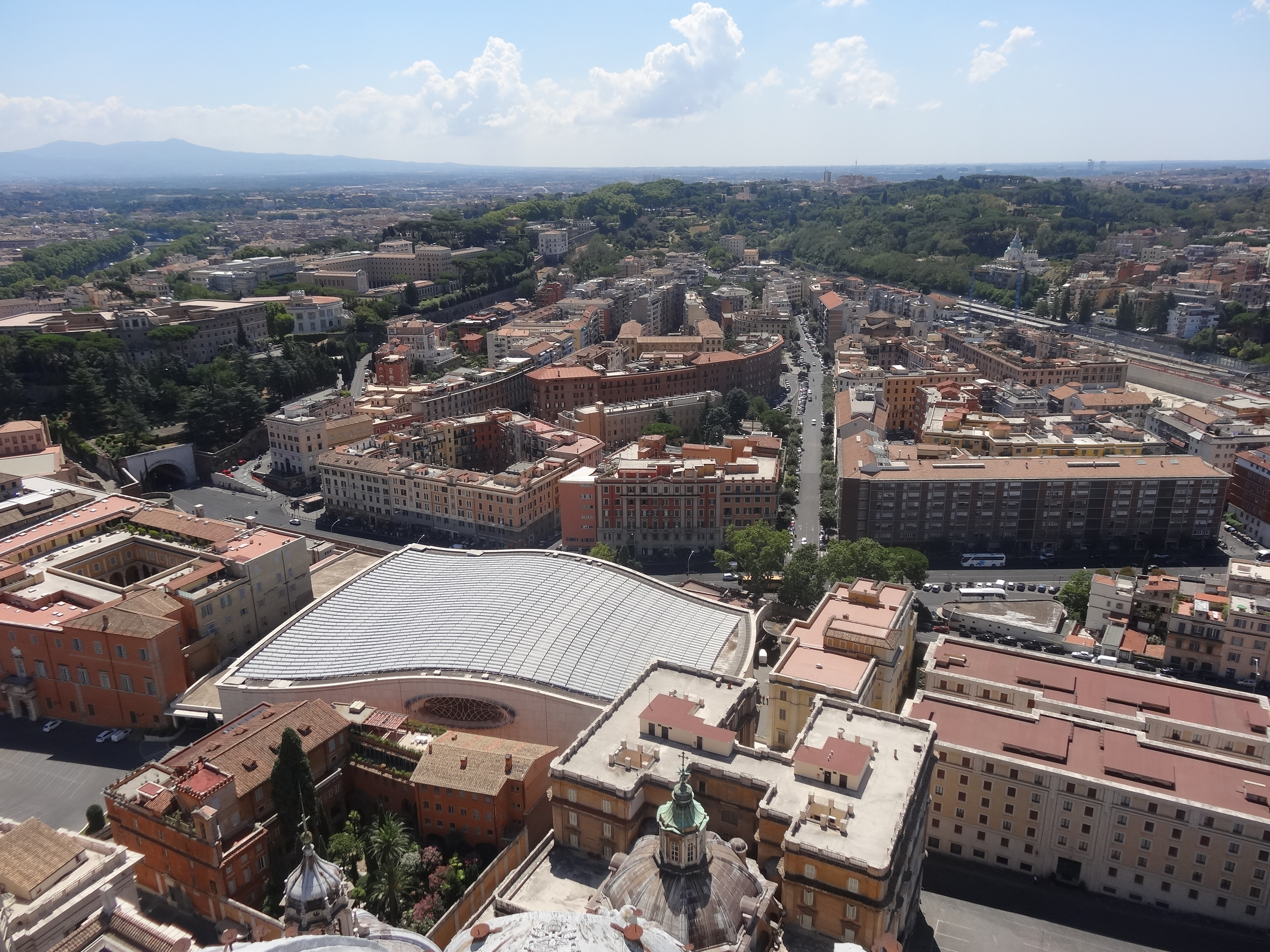
Die Vatikanische Audienzhalle vom Dach des Petersdoms aus gesehen.

Lage der Vatikanischen Audienzhalle, auf der Grenze zwischen der Vatikanstadt und Italien (Gebäude, das in der unteren rechten Ecke von einer Linie durchzogen ist; die gestrichelte Linie umschreibt eines der exterritorialen Gebiete des Heiligen Stuhls, auf dem das Gebäude zum Teil errichtet wurde)

Die Vatikanische Audienzhalle wurde von 1964 bis 1971 im Auftrag von Papst Paul VI. durch Pier Luigi Nervi errichtet. Dieser italienische Architekt wurde durch seine stützenlosen, riesigen Dachkonstruktionen bekannt, besonders seit seiner Turiner Ausstellungshalle (1948/49).

## Beschreibung
Die Vatikanische Audienzhalle wird gewöhnlich nach ihrer Funktion („Aula delle Udienze Pontificie“), ihrem Architekten („Sala Nervi“) oder ihrem Bauherrn („Aula Paolo VI“) benannt. Dabei ist Aula Paolo VI der gebräuchliche Name, der auch in vielen anderen Sprachen so wiedergegeben wird (französisch Salle Paul VI). Ihr Fassungsvermögen ist enorm. Bei päpstlichen Generalaudienzen finden unter ihrer riesigen, durch 42 strukturelle Rippen parabolisch gewölbten Decke fast 6500 Personen mit guter Sicht einen Sitzplatz. Durch Entfernen eines Teils der Sitzplätze ist das Fassungsvermögen der Halle auf über 12.000 Personen, durch Entfernen aller Sitzplätze auf maximal 25.000 Stehplätze erweiterbar. Im Juni 1971 wurde die Vatikanische Audienzhalle im Rahmen einer Generalaudienz mit über 15.000 Personen eröffnet.
Das Innere der Halle wird von einer etwa 20 Meter breiten, sieben Meter hohen und drei Meter tiefen Skulptur im hinteren Teil der Tribüne dominiert. Sie wurde 1975 von dem italienischen Bildhauer Pericle Fazzini geschaffen und stellt die Auferstehung Jesu, „La Resurrezione“, dar, der sich aus dem Krater einer nuklearen Explosion heraus erhebt. Fazzini schrieb dazu:

“Ho pensato di creare il Cristo come se risorgesse dallo scoppio di questo grande uliveto, luogo di pace delle ultime preghiere. Il Cristo risorge da questo cratere apertosi dalla bomba nucleare: un'atroce esplosione, un vortice di violenza ed energia.”

„Ich entschloss mich, die Auferstehung Christi in einem großen Olivenhain darzustellen, jenem friedlichen Ort seiner letzten Gebete. Christus steigt aus einem Krater auf, den eine Atombombe aufgerissen hat: eine grausame Explosion, ein Strudel der Gewalt und Energie.“

Die Skulptur, die zu den wichtigsten Arbeiten des Bildhauers zählt, besteht aus Bronze und Messing und ist ca. 40 Tonnen schwer. Die Arbeit an ihr dauerte sieben Jahre. Zwölf Jahre lagen zwischen dem ersten Kontakt des Vatikans zum Künstler und der Einweihung des Werkes in der Audienzhalle.
Im ersten Geschoss über der Vorhalle der Vatikanischen Audienzhalle befindet sich der Konferenzsaal für die Generalversammlungen und Außerordentlichen Versammlungen der Bischofssynode. Diesen Neuen Synodensaal („Aula Nuova del Sinodo“) ließ Paul VI. als kleine Aula errichten. Erstmals 1971 fanden dort bis heute wichtige Versammlungen der Bischofssynode statt.
Der tribünenartige Teil der Audienzhalle, auf dem üblicherweise der Papstsitz steht, befindet sich auf vatikanischem Territorium. Der Teil des Saales, in dem sich die Audienzteilnehmer aufhalten, gehört völkerrechtlich zu Italien, ist aber im exterritorialen Besitz des Heiligen Stuhls.
Auf dem Dach der Audienzhalle wurden bis Ende des Jahres 2008 mehr als 2000 Solarmodule montiert, die in der Kategorie Solares Bauen und Stadtentwicklung mit dem europäischen Solarpreis 2008 gewürdigt wurden und ein Geschenk der SolarWorld AG sind. Die zur Stromwandlung notwendigen Wechselrichter kommen ebenfalls aus Deutschland von der SMA Solar Technology AG.

## Bedeutung
„Architekturhistorisch gesehen hat die Sala Nervi als bedeutendster Neubau des Apostolischen Stuhles in Rom seit dessen spätbarocker Bautätigkeit im 18. Jahrhundert zu gelten. Christlichen Romreisenden prägte sich die Audienzhalle neben dem Petersdom als Ort der ordentlichen Lehrverkündung des Papstes ein. In pastoraler Hinsicht hat sie ihre volle Funktionsfähigkeit eigentlich erst während des Pontifikats Johannes Pauls II. unter Beweis gestellt, als viele Millionen Menschen die Begegnung mit dem Papst in mehr als tausend Generalaudienzen suchten. Seit April 2005 setzte Papst Benedikt XVI. diese Tradition der Generalaudienzen fort. Wie bereits sein Vorgänger Paul VI. pflegte Johannes Paul II. zur öffentlichen Generalaudienz zuerst eine Ansprache zu halten, anschließend begrüßte er herzlich die anwesenden Menschen. Auf seinen ausdrücklichen Wunsch hin erhielt die Audienzhalle in den achtziger Jahren den Namen »Paul VI.«.“

## Orgel
Die große Orgel wurde 1972 von der Orgelbaufirma Mascioni erbaut (opus 932). Das Instrument hat 95 Register auf fünf Manualwerken und Pedal. Das Instrument wird von einem mobilen Spieltisch aus bedient. Die Spiel- und Registertrakturen sind elektrisch.
| I Positivo aperto C-c4 |        |
| Principale             | 8′     |
| Voce umana             | 8′     |
| Corno di camoscio      | 8′     |
| Corno di notte         | 8′     |
| Ottava                 | 4′     |
| Flauto a cuspide       | 4′     |
| Nazardo                | 2 ⁄3′  |
| Quintadecima           | 2′     |
| Flautino dolce         | 2′     |
| Terza                  | 1 3⁄5′ |
| Larigot                | 1 ⁄3′  |
| Piccolo                | 1′     |
| Ripieno grave IV       | 1 ⁄3′  |
| Ripieno acuto III      | 1⁄2′   |
| Tromba                 | 8′     |
| Cromorno               | 8′     |
| Tremolo                |        |
| Harfe (aus IV.)        |        |
| Campane (aus IV.)      |        |

| II Grand'Organo C-c4 |       |
| Principale           | 16′   |
| Principale 1o        | 8′    |
| Principale 2do       | 8′    |
| Flauto traverso      | 8′    |
| Bordoncino           | 8′    |
| Ottava 1o            | 4′    |
| Ottava 2do           | 4′    |
| Flauto a camino      | 4′    |
| Duodecima            | 2 ⁄3′ |
| Sesquialtera II      | 2 ⁄3′ |
| Quintadecima         | 2′    |
| Decimanona           | 1 ⁄3′ |
| Vigesimaseconda      | 1′    |
| Ripieno grave V      | 2′    |
| Ripieno acuto IV     | 1 ⁄3′ |
| Cornetto combinato   |       |
| Tromba               | 16′   |
| Tromba               | 8′    |
| Dulciana             | 8′    |
| Trombina             | 4′    |
| Harfe (aus IV.)      |       |
| Campane (aus IV.)    |       |

| III Espressivo C-c4 |        |
| Bordone dolce       | 16′    |
| Principale          | 8′     |
| Bordone dolce       | 8′     |
| Flauto aperto       | 8′     |
| Viola da gamba      | 8′     |
| Salicionale         | 8′     |
| Voce celeste        | 8'     |
| Ottava              | 4′     |
| Flauto ottaviante   | 4′     |
| Flauto in XII       | 2 ⁄3′  |
| Quintadecima        | 2′     |
| Flagioletto         | 2′     |
| Decimino            | 1 3⁄5′ |
| Ripieno V           | 2′     |
| Controfagotto       | 16′    |
| Tromba armonica     | 8′     |
| Oboe                | 8′     |
| Trombina            | 4′     |
| Tremolo             |        |
| Harfe (aus IV.)     |        |
| Campane (aus IV.)   |        |

| IV Solo Espressivo C-c4 |       |
| Diapason                | 8′    |
| Clarabella              | 8′    |
| Viola d’amore           | 8′    |
| Ottava                  | 4′    |
| Flauto dolce            | 4′    |
| Ottavina                | 2′    |
| Cornetto III            | 2 ⁄3′ |
| Mistura V               | 2′    |
| Tromba a Squillo        | 8′    |
| Corno inglese           | 8′    |
| Clarinetto              | 8′    |
| Chiarina                | 4′    |
| Tremolo                 |       |
| Harfe                   |       |
| Campane                 |       |

| V Eco Espressivo C-c4 |     |
| Dulciana              | 16′ |
| Principalino          | 8′  |
| Corno di notte        | 8′  |
| Voce eterea II        | 8′  |
| Flauto in eco         | 4′  |
| Fugara                | 4′  |
| Flauto a becco        | 2′  |
| Ripieno etereo III    | 2′  |
| Voce corale           | 8′  |
| Cornamusa             | 8′  |
| Tremolo               |     |
| Harfe (aus IV.)       |     |
| Campane (aus IV.)     |     |

| Pedale C-g1  |     |
| Gravissima   | 32′ |
| Contrabbasso | 16′ |
| Principale   | 16′ |
| Subbasso 16′ |     |
| Bordone      | 16′ |

| (Fortsetzung)     |    |
| Basso             | 8′ |
| Principale        | 8′ |
| Corno di camoscio | 8′ |
| Bordone           | 8′ |
| Bordoncino        | 8′ |

| (Fortsetzung) |       |
| Ottava        | 4′    |
| Flauto        | 4′    |
| Superottava   | 2′    |
| Ripieno VI    | 2 ⁄3′ |

| (Fortsetzung) |     |
| Bombarda      | 16′ |
| Tromba        | 16′ |
| Contrafagotto | 16′ |
| Trombone      | 8′  |
| Fagotto       | 8′  |

| (Fortsetzung) |    |
| Clarone       | 4′ |
| Fagotto       | 4′ |
| Claroncino    | 2′ |
| Campane       |    |

| Pedale d'Eco C-g1 |     |
| Basso d'Eco       | 16′ |
| Armonica          | 16′ |
| Bordone d'Eco     | 8′  |
| Dolce             | 8′  |